# Typocaeta camerunica
Typocaeta camerunica là một loài bọ cánh cứng trong họ Cerambycidae.